# ФК Пролетер Доња Врежина
ФК Пролетер је фудбалски клуб из Ниша, Србија. Клуб је основан 1945. године и такмичио се у нижим ранговима такмичења, све до сезоне 2023/24. када осваја прво место у Првој Нишкој лиги и прелази у виши степен такмичења Зону Центар, четврти такмичарски ниво српског фудбала.

## Новији резултати
| Сезона   | Ранг | Лига             | Позиција | ИГ | Д  | Н | П  | ГД | ГП | ГР  | Бод |
| -------- | ---- | ---------------- | -------- | -- | -- | - | -- | -- | -- | --- | --- |
| 2016/17. | 5    | Прва Нишка лига  | 4.       | 28 | 12 | 2 | 14 | 49 | 59 | -10 | 38  |
| 2017/18. | 5    | Прва Нишка лига  | 11.      | 28 | 10 | 3 | 15 | 42 | 67 | -25 | 33  |
| 2018/19. | 5    | Прва Нишка лига  | 11       | 30 | 9  | 3 | 16 | 42 | 62 | -20 | 29  |
| 2019/20. | 5    | Прва Нишка лига  | 14. ↓    | 13 | 2  | 1 | 10 | 16 | 50 | -34 | 7   |
| 2020/21. | 6    | Друга Нишка лига | 2. ↑     | 14 | 10 | 3 | 1  | 61 | 14 | +47 | 33  |
| 2021/22. | 5    | Прва Нишка лига  | 3.       | 26 | 13 | 2 | 9  | 47 | 35 | +12 | 41  |
| 2022/23. | 5    | Прва Нишка лига  | 2.       | 26 | 18 | 2 | 6  | 78 | 21 | +57 | 56  |
| 2023/24. | 5    | Прва Нишка лига  | 1. ↑     | 26 | 21 | 4 | 1  | 87 | 22 | +65 | 67  |
| 2024/25. | 4    | Зона Центар      |          |    |    |   |    |    |    |     |     |

## Тренутни састав тима
- Стоиљковић Душан - голман
- Бојковић Југослав - голман
- Тодоровић Немања (К) - одбрана
- Бојковић Живојин - одбрана
- Јовановић Андрија - одбрана
- Јовановић Бобан - одбрана
- Билав Стефан -  одбрана
- Митић Павле - одбрана
- Стојановић Александар - одбрана
- Мирчић Алекса - одбрана
- Јовановић Борис - средина
- Илић Радош - средина
- Милојковић Никола - средина
- Додић Душан - средина
- Огњановић Лука - средина
- Костић Лука - средина
- Ранђеловић Немања - напад
- Стојиљковић Дарко - напад
- Цветановић Ђорђе - напад
- Арсић Марко - напад
- Лазаревић Јован - напад